# ملادن تپاوسویچ

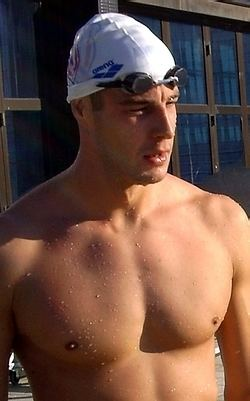
ملادن تپاوسویچ در سال ۲۰۱۹

ملادن تپاوسویچ (به انگلیسی: Mladen Tepavčević) (زادهٔ ۲۶ اکتبر ۱۹۷۶) شناگر اهل صربستان است.